# Hermanos Molinas-Benuzzi
Fueron cinco hermanos santafesinos militantes de Montoneros que murieron en episodios vinculados a su militancia, hijos de Alberto José Molinas y Rosa Benuzzi. Carlos murió en Campana, en abril de 1975. Alberto, el mayor de los varones en el combate de Villa Luro, en septiembre de 1976. Los mellizos María Virginia y Publio y la compañera de este, Alicia Bearzi, en diciembre de 1976, en Rosario. "Pancho" desapareció en febrero de 1977.
Alberto José Molinas falleció el 9 de septiembre de 2001, en Santa Fe, a los 83 años)  y su esposa Rosa Benuzzi tenían once hijos, todos militantes de Montoneros y cinco de ellos murieron en un lapso menor a dos años. Los otros seis hijos del matrimonio son María de los Milagros, Blanca, Haydee, María Rosa, María Teresa y Rodolfo Molinas.

## Breve reseña
El 24 de noviembre de 1975 un atentado destruyó la casa de Alberto sobre la avenida General López al 2800, a mitad de camino entre la Casa Gris y la Legislatura de Santa Fe en tanto una segunda bomba no explotó en la casa de su primo, Ricardo Molinas (Fiscal de Investigaciones Administrativas) y Susana, una de las hijas del exfiscal afirmó que era el "Molinazo perfecto", ya que "Alberto y Ricardo eran hermanos de la vida, recordó .
Cinco de los hermanos murieron en episodios vinculados a su militancia. Carlos en Campana, en abril de 1975; Alberto, el mayor de los varones y secretario político nacional de Montoneros en el combate de Villa Luro, en septiembre de 1976; los mellizos María Virginia y Publio y la compañera de éste, Alicia Bearzi, en diciembre de 1976, en Rosario y "Pancho" desapareció en febrero de 1977.

## Molinas, Alberto Jose
( 1 de julio de 1945, Santa Fe, 29 de septiembre de 1976, Villa Luro, Buenos Aires)
Médico,  estudió en Córdoba, donde fue uno de los fundadores de la Agrupación de Estudios Sociales, participó en la toma de La Calera, en 1970. Era miembro de la Conducción Nacional de Montoneros. Murió en el llamado “combate de Villa Luro”, el 29 de septiembre de 1976. La casa ubicada en Calle Corro N° 105 de Buenos Aires,  en que estaba reunido con otros 4 compañeros fue sitiada por las fuerzas armadas.  El tiroteo duró 3 horas y al agotarse sus municiones se suicidaron Ismael Salame, José Carlos Coronel, Ignacio José Bertrán y María Victoria Walsh. Días después, en el frente de la casa de Villa Luro aún humeante del combate, un grupo de milicianos pintó: "Aquí murieron cinco héroes montoneros".
En la Marcha Orletti-Olimpo por las calles de los barrios de Floresta y Villa Luro, que se realiza todos los años en días previos al 24 de marzo cuando se recuerda el Día Nacional por la Memoria, la Verdad y la Justicia y se recorren sitios emblemáticos de estos barrios. El recorrido se inicia en Automotores Orletti, centro clandestino de detención que fue “ocupado” por el denominado Plan Cóndor, que se encargó del exterminio de dirigentes y militantes que incluían a muchos extranjeros; saliendo de la calle Venancio Flores 3519 de Floresta se avanza por la avenida Rivadavia hasta la propiedad de la esquina de Yerbal y Corro donde en el llamado “combate de Villa Luro”, 150 militares se enfrentaron con los cuatro montoneros mencionados.
Un poema, musicalizado por el conjunto musical Huerque Mapu en honor a José Sabino Navarro “el Negro”, uno de los fundadores de Montoneros, figura como de autor anónimo, pero su autor es Alberto Molinas.

## Molinas, Carlos Pablo
(29 de junio de 1950, Santa Fe, 12 de abril de 1975, Campana, Buenos Aires)
Cursó el secundario en el Colegio Don Bosco de Santa Fe. Comenzó su militancia en el “Ateneo”, cuando estudiaba Abogacía en la UNL. Trabajó en Bienestar Social en su provincia natal,  representó a sus compañeros como delegado en Unión Personal Civil de la Nación (UPCN) y fue dirigente de la Juventud Trabajadora Peronista (JTP). Oficial Montonero.  Es asesinado en un operativo junto a Carlos Fernando Lagrutta, Luis Bocco, Guillermo Rodríguez y Carlos Alberto Tuda en Campana.

## Molinas, Francisco
Comenzó su militancia en el ámbito estudiantil de la Facultad de Derecho, como miembro del Movimiento de Estudiantes de la Universidad Católica (MEUC) de Santa Fe. Viudo de María Guadalupe Porporato y con una niña de apenas un año, formó nueva pareja con Clara Josefina Lorenzo Tillard, posteriormente secuestrada desaparecida junto a Francisco en febrero de 1977.
La melliza de Pancho, Haydée Molinas dijo que un día soñó a su hermano.  A la mañana siguiente llamaron a su puerta. Era su sobrina, Paula Molinas, a quien no conocía porque durante 18 años se crio en Córdoba con la familia de la segunda compañera de Pancho. Su mamá, María Guadalupe Porporato, cayó en septiembre de 1974, en Rosario, cuando ella tenía seis meses. Desde esa pérdida, Pancho no se despegó de su niña hasta que lo mataron, en 1977. En 1993, ella volvió a Santa Fe y le dijo a su abuelo: "Yo soy Paula". Los Molinas quedaron impactados porque durante años ellos creyeron que Paula era otra adolescente que vivía en Rosario. Un juez de San Isidro se las había entregado como la beba de Pancho. En 1995, los análisis genéticos revelaron que la otra Paula era Laura Fernanda Acosta, la hija de otro militante político, Lidio Acosta y de su primera compañera, María Dolores Vargas, que desapareció en 1977. "
En 1970 un documento de Gendarmería Nacional precisaba en qué agrupaciones, barrios y facultades de Santa Fe militaban 166 jóvenes. En esa lista hay 24 personas que fueron asesinadas en los años posteriores,  entre ellas Francisco Molinas Benuzzi y muchos otros que pasaron un largo tiempo en la cárcel.
El 1 de septiembre de 2015, la familia había sido citada por el Equipo Argentino de Antropología Forense (EAAF) para entregarle los restos, identificados entre decenas de víctimas del terrorismo de Estado, en el cementerio de Avellaneda. Era el último de los Molinas desaparecido.

## Molinas, Maria Virginia
(9 de febrero de 1956, Santa Fe, 7 de diciembre de 1976, Rosario) 
Melliza de Publio Eduardo. Era estudiante de Ciencias Políticas en la Universidad Nacional de Rosario donde había militado en la JUP. Militó en Montoneros. Intentaron secuestrarla el 7 de diciembre de 1976, en las calles Amenábar y Paraguay, de Rosario. No se dejó agarrar con vida y llegó muerta al campo de concentración.

## Molinas, Publio Eduardo
(9 de febrero de 1956, Santa Fe, 16 de diciembre de 1976, Rosario) 
Mellizo de María Virginia. Militó en la Unión de Estudiantes Secundarios (UES) y en 1974 integró su Mesa Nacional. Cayó asesinado en Rosario, Santa Fe, el 16 de diciembre de 1976 (calle San Luis y pasaje Zolezzi), junto con su compañera de organización, Alicia Estela Bearzi. Alicia Estela Bearzi, era antropóloga, oriunda de La Plata, militante de Montoneros, quien tenía 28 años cuando fue asesinada en Rosario, junto a su compañero Publio. Su cuerpo fue ubicado la tumba 221, en el solar 75, el de los pobres y sin recursos, tras una tarea realizada por la fiscal federal Mabel Colalongo, y Miguel Nieva del Equipo Argentino de Antropología Forense, fue la primera víctima identificada.
- Francisco Klaric en el homenaje realizado en Plaza de Mayo, en 2015, expresó: "Los Molinas son inescindibles",[2]